# Els Esbarjos
Els Esbarjos és un edifici de Vilanova i la Geltrú (Garraf) protegit com a Bé Cultural d'Interès Local.

## Descripció
Es tracta d'un edifici aïllat construït expressament per a equipament escolar i actualment destinat a oficines privades i habitatge.
L'immoble és de planta rectangular i compon de planta baixa i una planta pis amb coberta a quatre vessants. Té un porxo lateral a la planta baixa i terrat superior. A la plant baixa hi ha un porxo lateral de coberta plana i també un cos de serveis que sobresurt de la planta rectangular. Trobem una escala exterior que dona accés a la planta pis. Dins del recinte hi ha una capella d'una sola nau amb coberta a dues vessant, absis semicircular amb coberta de quart d'esfera i campanar de cadireta d'una arcada.
Les parets de càrrega són de totxo. Els forjats són de bigues de ferro i revoltó de rajola. L'escala és a la catalana. La capella és de paredat comú, amb bigues i llates de fusta.
La façana presenta un sòcol de pedra, paraments llisos i utilitza el maó vist als emmarcaments de les obertures amb llinda. Al porxo hi ha arcades de mig punt, barana i matxons pinacles de terrat.
La capella és amb portalada de mig punt i escut de pedra, ull de bou i ràfec de maó i campanar de cadireta del mateix material formant l'obertura esglaonada coronada amb creu.